# Rudolf Růžička (skladatel)
Rudolf Růžička (25. dubna 1941 Brno – 16. května 2022) byl český hudební skladatel, pedagog, teoretik, hudební publicista a osobnost české i světové artificiální hudby 20. století.

## Elektroakustická a počítačová tvorba

### Život a dílo
Absolvoval brněnskou konzervatoř, v roce 1967 vystudoval kompozici na Janáčkově akademii múzických umění (JAMU) v Brně. Totalitním režimem pronásledovaný skladatel,[zdroj⁠?!] hájící alternativní umění. Přednáší elektroakustické a computerové kompozice na JAMU (od roku 1969) a na Fakultě informatiky Masarykovy univerzity v Brně (zde přednášel předměty "Počítače a hudba I" a "Počítače a hudba II").
Výsledky Růžičkových uměleckých snah byly oceněny první cenou v mezinárodní soutěži Musica Nova za skladbu Gurges (1970). Stejné mety dosáhl skladatel kompozicí Tibia I. v soutěži o cenu Marcela Josseho v Paříži (1984) a v soutěži liturgických skladeb "Mariazell '93" konané v Salcburku za Crucifixion I. Následovala řada dalších cen a čestných uznání. Za vynikající uměleckou činnost byl Růžička vyznamenán cenou Masarykovy akademie umění v Praze (1993), byl čestným členem v "Confederation of Chivalry" v Sydney. Neformální pocty se skladateli dostalo jmenováním stálým členem soutěžní poroty "International Computer Music Competition NEWCOMP" (od r. 1986), každoročně realizované v americkém Bostonu a předsedou jury mezinárodní soutěže Musica nova, konané od roku 1992 v Praze.

## Tvorba

### Elektroakustické kompozice
- Elektronia C - elektronická skladba - 1966 - 6'
- Gurges - prostorová elektroakustická skladba - 1968 - 13'
- Stvoření světa - elektronická koláž s hudbou D.Milhauda - 1969 - 17'
- Anthroporea - prostorová elektroakustická skladba - 1969 - 11'
- Mavors - elektroakustická skladba - 1970 - 11'
- Discordia - elektronická skladba - 1970 - 9'
- Arcanum - elektronická skladba - 1974 - 12'
- Suita VI. pro syntetizér - 1986 - 10'
- Celula - elektronická skladba - 1986 - 9'
- Parabola pro syntetizér - 1989 - 8'
- Crucifixion I. - elektronická skladba - 1992 - 16'
- Creation Archivováno 8. 12. 2015 na Wayback Machine. - elektronická skladba - 1994 - 24' (video)
- Creation Archivováno 8. 12. 2015 na Wayback Machine. - Electronic Composition - 1994 - 24' (video)
- Brotsack - elektronická skladba - 1994 - 12'
- Aves - elektroakustická skladba - 1995 - 11'
- Posonensia - elektroakustická skladba - 1996 - 12'
- Missa - elektroakustická skladba - 2000-2007 - 43'

### Elektroakustická hudba kombinovaná s orchestrální a vokální
- Elektronia A pro alt, komorní orchestr a elektronické zvuky -1964 - 6'
- Elektronia B pro komorní sbor, komorní orchestr a elektronické zvuky - 1965 - 9'
- Aforismy pro recitátora a elektroakustické zvuky - 1969 - 6'
- Cantata ai ai a pro mezzosoprán, basbaryton, komorní sbor, komorní orchestr a elektroakustické zvuky - 1971 - 14'
- Malefica pro mezzosoprán, flétnu, klarinet, violu, cembalo (nebo klavír) a elektroakustické zvuky - 1974 - 19' (nebo 11')
- Symfonie pro dva orchestry a elektroakustické zvuky - 1984 -18'
- Rosa sepulcreti (Hřbitovní růže) pro baryton (nebo mezzosoprán), syntetizér (ad libitum) a elektronické zvuky na latinský text J.Nerudy - 1989 - 7'
- Komorní koncert III. pro syntetizér, komorní orchestr (ad libitum) a elektronické zvuky - 1990 - 13'

### Elektroakustická hudba kombinovaná s hudbou komorní
- Timbri pro dechový kvintet a elektronické zvuky - 1967 - 7'
- Deliciae pro kontrabas a elektroakustické zvuky - 1968 - 6'
- Tibia pro flétnu a elektroakustické zvuky - 1972 - 10'
- Concertino pro harfu a elektroakustické zvuky - 1973 - 8'
- Paean pro trombón a elektroakustické zvuky - 1976 - 10'
- Tibia I. pro saxofon a elektroakustické zvuky - 1984 - 12'
- Rota pro cembalo (nebo klavír) a elektroakustické zvuky - 1985 -11'
- Bucina pro trubku a elektroakustické zvuky - 1988 - 9' (nebo 7')
- Suita IX. pro housle a elektronické zvuky (ad libitum) - 1993 - 9'
- Saxophantasy pro saxofon a elektroakustické zvuky - 1994 - 7'
- Kymbalon pro cimbál a elektroakustické zvuky (ad libitum) - 1997 - 11'
- Aranea pro nástroj nebo hlas (ad libitum) a elektronické zvuky - 1999 - 13'